# Azuga
Azuga és una petita ciutat turística situada a les muntanyes del comtat de Prahova, a la regió històrica de Muntènia, a Romania. Segons el cens de 2012 comptava amb una població de 4.711 habitants.
Azuga es troba al peu de les muntanyes de Baiu i conté la pista d'esquí més llarga de Romania, la Sorica, juntament amb altres pistes d'esquí. Antigament industrialitzada, Azuga conserva ara una fàbrica d'aigua embotellada: una resta de la famosa fàbrica de cervesa que elaborava Azuga Beer (que ara es produeix en altres llocs de Romania amb llicència), una fàbrica de vins escumosos, tasts i allotjaments de vins (Cramele Rhein, propietat de Halewood International).
La fàbrica de cervesa, la fàbrica de cristalleria i la fàbrica de teles de llana van ser privatitzades i ara estan tancades i totalment enderrocades. La fàbrica de materials refractaris, també privatitzada, continua en peu però està tancada. La ciutat ofereix una vista espectacular sobre les muntanyes Bucegi, fins i tot des del nivell del carrer i sobretot des de la part superior de la muntanya Sorica (a l'estació d'arribada del telecabina).
Azuga és una de les estacions de muntanya més famoses de la vall de Prahova. Els turistes que decideixen passar les vacances d'hivern a Azuga tenen dues de les millors pistes d'esquí del país: Sorica i Cazacu, juntament amb una gran oferta d'allotjament.
Fins a l'hivern del 2002, Azuga era coneguda com una ciutat industrial, però gràcies al paisatge particularment muntanyenc que ofereixen les muntanyes Baiului, la ciutat es va convertir en un complex turístic. Poc després, la pista de Sorica ha estat certificada per la Federació Internacional d'Esquí. Avui a Azuga hi ha molts hotels i albergs que poden proporcionar allotjament als turistes. Una altra opció és l'allotjament en cases locals a preus més baixos.

## Fills il·lustres
- Gheorghe Voicu
- Ion Zangor

## Turisme
La ciutat és una estació d'esquí emergent que veu un enorme desenvolupament en la infraestructura turística.
A la pista de Sorica, els amants dels esports d'hivern poden esquiar sobre una longitud de 2100 metres (desnivell 561 m). El pendent es recomana tant als principiants com als esquiadors experimentats.
També hi ha dos vessants que baixen per la muntanya Cazacu, un té 1920 metres de longitud (amb un desnivell de 530 m) i l'altre, més apte per a principiants, de només 400 metres de longitud, amb un desnivell de 115 m. Les pistes estan equipades amb remuntadors i un nou telecabina Leitner que arriba fins a la part superior de la pista de Sorica, permetent als esquiadors triar entre les dues pistes principals (l'accés a la pista de Cazacu implica unes desenes de metres ascendents, facilitat per un petit remuntador).
El telecabina no arriba al cim de la muntanya; l'estació superior es troba uns metres per sota de la part superior, per protegir-se de la intempèrie a l'hivern (els vents gairebé constants a la carena presentarien problemes de gel, cosa que dificultaria les arrencades matinals, ja que de vegades l'única alternativa és la perruqueria de neu: les motos de neu no hi podrien arribar neu alta).
A l'estiu, Azuga és una destinació preferida pels excursionistes, ja que és un punt de partida per a viatges a diverses destinacions de muntanya de Predeal, Bușteni o Sinaia. Les carreteres forestals sense asfaltar (però practicables) conviden a molts aficionats a les bicicletes, que poden conduir al llarg del riu Azuga, cobert de petites cascades artificials de fusta que oxigenen l'aigua per les nombroses truites que poblen naturalment el riu.